# Diepwaterdonderpadden
Diepwaterdonderpadden (Abyssocottidae) zijn een familie van straalvinnige vissen uit de orde van Schorpioenvisachtigen (Scorpaeniformes).

## Geslachten
- Abyssocottus L. S. Berg, 1906
- Asprocottus L. S. Berg, 1906
- Cottinella L. S. Berg, 1907
- Cyphocottus Sideleva, 2003
- Neocottus Sideleva, 1982
- Limnocottus L. S. Berg, 1906
- Procottus Gratzianov, 1902